# زلزال عكا 881
زلزال عكا 881 هو زلزال ضرب محيط مدينة عكا عام 881 (سنة 268 هجرية)، حتى أن مدينة الإسكندرية قد تأثرت أيضًا بنفس الزلزال حسبما ذُكر في المصادر التاريخية.

## الروايات التاريخية
تسبّب زلزال عام 881 في عكا، وفقا لما ذكره الجيوفيزيائي أوغست هاينرش سيبيرج (1875-1945)، في حدوث موجة تسونامي أثرت بشكل رئيسي على مدينة عكا وضواحيها بحيث خلفت فيها أضرارا جسيمة. كان المرجع الرئيسي الذي استند إليه أوغست هاينرش سيبيرج في دراساته حول أثار الزلزال هو كتابات الجيولوجي بيلي ويليس (1857-1949)، الذي استشهد بدوره بالطبيب جوزيف ديزيريه ثولوزان (1820-1897) كمصدر له عن الزلزال التاريخي. وقد قدّر ثولوزان أن الزلزال وقع في الفترة ما بين عامي 881 - 882، وكانت المناطق الأخرى التي تضررت من الموجات الزلزالية إلى جانب مدينة عكا، تشمل ساحل مدينة الإسكندرية، وسواحل منطقة سوريا. وتُشير المصادر التاريخيّة أيضًا إلى أن الزلزال سبب أمواج تسونامي مُماثلة في نهر النيل.
تتطابق رواية ثولوزان تقريبًا مع وصف الزلزال الذي ضرب جزيرة كريت في عام 1303 (سنة 702 هجرية)، والذي أثر أيضًا على ساحل مدينة الإسكندرية ممّا دفع مجلة حوليات الجيوفيزياء للتشكيك الرواية التاريخية المتداولة بشأن هذا الزلزال، مُشيرة إلى أن ثولوزان رُبّما يكون قد أخطأ في تأريخ الأحداث الموضحة في كتاباته عن الزلزال.

ذكرت بعض المصادر التاريخيّة العربيّة أنّ زلزال عام 881 قد امتد تأثيره لبعض أجزاء الجزيرة العربية ومصر والمغرب وبلاد الأندلس، وقد وصف الناصريّ قوة زلزال عام 881 الذي ضرب منطقة بلاد الشام ومصر وأجزاء من جزيرة العرب قائلًا:
تهدمت منها القصور، وانحطت منها الصخور من الجبال، وفر الناس من المدن إلى البرية من شدة اضطراب الأرض، وتساقطت السقوف والجدران، وفرت الطيور من أوكارها وماجت في السماء زمانًا حتى سكنت الزلزلة، وعمت هذه الرجفة جميع بلاد الأندلس سهلها وجبالها وجميع بلاد العدوة من تلمسان إلى طنجة ومن البحر الرومي إلى أقصى المغرب إلا أنه لم يمت فيها أحد لطفًا من الله تعالى بخلقه. 
كما ذكر الطبريّ أن زلزلة هائلة ضربت بغداد في سنة 881 (267 هجرية)، ولكنه لم يُحدد تاريخها بدقّة، ومن المُحتمل أن تكون ذات الموجات الزلزالية التي ضربت بلاد الشام ومصر والمغرب والأندلس.